# Digital Peer Publishing
Digital Peer Publishing (DiPP) ist eine Initiative für Innovation in der wissenschaftlichen Kommunikation. Sie bildet ein Netzwerk aus elektronischen Zeitschriften, deren Herausgeberschaft an wissenschaftlichen Institutionen verankert ist.  Die organisatorische und technische Betreuung liegt beim Hochschulbibliothekszentrum des Landes Nordrhein-Westfalen.

## Chronologie
- 2003: Ausschreibung zur Initiierung und Förderung des Aufbaus von Open-Access-E-Journals im Land Nordrhein-Westfalen.
- 2004: Förderung von zunächst 8 elektronischen Zeitschriften durch das Ministerium für Innovation, Wissenschaft, Forschung und Technologie des Landes NRW.
- 2004: Aufbau einer Publikationsinfrastruktur (DiPP-Plattform).
- 13. Dezember 2004: Die Initiative DiPP geht offiziell mit ersten Ausgaben online.

## Lizenzen
Der freie Zugang zu den Publikationen wird durch die mehrstufige  Digital Peer Publishing Lizenz geregelt. Sie dient der konsequenten Umsetzung des Open-Access-Ansatzes.
Für die im Rahmen der DiPP-Plattform entwickelte und verwendete Software kommt überwiegend die „Deutsche freie Software Lizenz“ zur Anwendung.

## Teilnehmende Zeitschriften
- Afrikanistik online, ISSN 1860-7462
- archimaera architektur.kultur.kontext.online, ISSN 1865-7001
- Brains, Minds & Media, ISSN 1861-1680
- Constructions, ISSN 1860-2010
- e-learning and education (eleed), ISSN 1860-7470
- German Risk and Insurance Review, ISSN 1860-5400
- Journal of Intellectual Property, Information Technology and E-Commerce Law, ISSN 2190-3387
- Journal of Virtual Reality and Broadcasting (JVRB), ISSN 1860-2037
- language@internet, ISSN 1860-2029
- Logistics Journal (referierter Teil), ISSN 1860-7977
- Logistics Journal (nicht referierter Teil), ISSN 1860-5923
- RTejournal – Forum für Rapid Technologie, ISSN 1614-0923
- Social Work & Society, ISSN 1613-8953
- zeitenblicke, ISSN 1619-0459
- Zeitschrift für Zukunftsforschung ISSN 2195-3155

Die DiPP-Initiative ist offen für neue Partner.